# Ann-Marie Tegelius
Ann-Marie Tegelius, (senare Tegelius Henze och från 1989 Rosenquist) född 20 oktober 1942 i Södertälje, är en svensk före detta friidrottare (sprinter). Hon tävlade för klubben Årsta AIK.